# Demo (sztuka komputerowa)

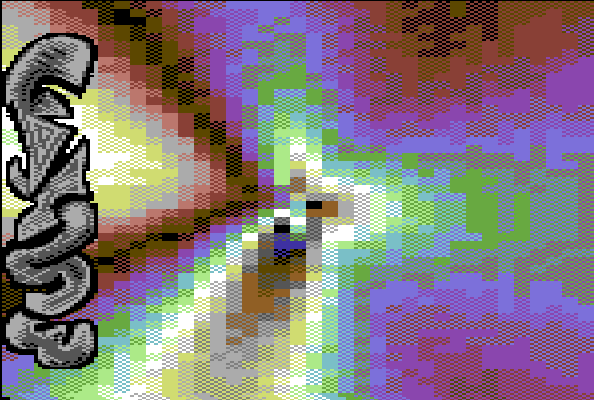
Demo Unsound Minds – Follow the Sign III grupy Byterapers na Commodore 64.

Demo – niekomercyjna cyfrowa prezentacja audiowizualna zazwyczaj generowana w czasie rzeczywistym. Tradycyjnie demo zawiera kombinację twórczo zaprezentowanych, zsynchronizowanych efektów audiowizualnych. Łączy różne rodzaje sztuki cyfrowej, w szczególności muzykę, grafikę 2D i 3D oraz efekty wizualne generowane w czasie rzeczywistym, uzależnione od architektury komputera.
Demo ma prezentować zarówno umiejętności programistyczne, muzyczne i graficzne twórców i twórczyń, jak i faktyczne możliwości urządzenia obliczeniowego. Ważnym aspektem tworzenia dema jest przekraczanie lub kreatywne wykorzystanie ograniczeń platformy sprzętowej, dla której zostało stworzone. Dema są prezentowane konkursach podczas demoparty.

## Charakterystyka
Tworzenie dem jako środek wyrazu artystycznego w ramach określonych ograniczeń technicznych charakteryzuje się kilkoma czynnikami:
- celebracja awangardy programowania (tzw. kodowania) i innych dziedzin sztuki cyfrowej związanych z tworzeniem dem,
- konkurencja artystyczna i techniczna na demoparty podczas konkursów (tzw. compo) i widowisk tworzenia na żywo (tzw. live-coding, live pixel czy shader-showdowns),
- rozwijanie kompetencji w obrębie specyficznych umiejętności związanych z tworzeniem dem,
- pogłębianie znajomości technik eksploatacji możliwości i ograniczeń sprzętowych,
- ekspresja kreatywności indywidualnej i we współpracy w grupach.

### Ograniczenia techniczne
Jednym z celów tworzenia dema jest zaprezentowanie go w konkursie podczas demoparty. Dema, jako programy wykonywalne, są uruchamiane na odpowiednich komputerach i prezentowane na żywo przed publicznością. Kategorie konkursowe zakładają specyficzne ograniczenia techniczne, które prezentowane prace muszą spełniać. Mogą to być ograniczenia sprzętowe determinujące m.in.:
- platformę, na której ma zostać uruchomiona praca (np. Amiga 500/600/1200, Atari ST/XL/XE/Falcon, Commodore 64/128, PC, ZX Spectrum i inne),
- limit rozdzielczości i dostępnych kolorów w elementach graficznych (np. rozdzielczość 320 × 200 pikseli czy możliwość użycia tylko 32 kolorów itp.),
- ograniczenie liczby kanałów audio w elementach muzycznych (np. tylko 2, 4 lub 8 jednoczesnych ścieżek dźwiękowych itd.),
- ograniczenia procesora w programie generującym animację (np. użycie tylko procesora graficznego OCS/ECS na Amidze 500).

Mogą to być także ograniczenia kategorii konkursowych na demoparty:
- maksymalny rozmiar dema, czyli określona liczba kilobajtów, w których musi zmieścić się grafika, muzyka, teksty i kod programu wykonalnego (np. 4 KiB lub 64 KiB, gdzie cały program tworzący prezentację audiowizualną łącznie z grafiką i muzyką nie może przekraczać odpowiednio 4096 i 65535 bajtów), albo określona liczba nośników zawierających program dema (np. dwie dyskietki lub dwie strony jednej dyskietki),
- praca działająca na podstawowej konfiguracji sprzętowej konkretnego komputera (np. Amiga 500 bez rozszerzeń czy Atari 65XE bez modyfikacji).

### Specyficzne kompetencje
Kluczową kompetencją podczas tworzenia dem, oprócz kreatywności i umiejętności współpracy, jest znajomość technik eksploatacji możliwości i ograniczeń sprzętowych. Specyficzne umiejętności związane z tworzeniem dem to m.in.:
- size-coding, czyli tworzenie programów wykonywalnych nieprzekraczających określonej wielkości pliku,
- tworzenie algorytmicznej grafiki, tzw. executable-graphics, która musi zostać obliczona poniżej zadanego limitu czasowego,
- tracking, czyli technika programowania kompozycji muzycznych,
- pikselowanie, czyli tworzenie rastrowej grafiki punkt po punkcie.

### Platformy sprzętowe
Dema są tworzone na najróżniejszych platformach sprzętowych. Według archiwów prac demoscenowych w latach 80. i 90. XX w. najpopularniejszymi platformami wykorzystywanymi na demoscenie były Commodore 64, ZX Spectrum, Amiga oraz Atari ST. W XXI w. nowe produkcje powstają także pod systemy Windows i Linux, na komputery PC, konsole i wszelką elektronikę użytkową wyposażoną w interfejs, np. PDA, telefony komórkowe i kalkulatory.
Ze względu na dużą różnorodność sprzętową nawet w obrębie jednej platformy, organizatorzy demoparty zazwyczaj ogłaszają z wyprzedzeniem konkretną konfigurację maszyny, na której produkcje będą odtwarzane podczas imprezy.
Tradycyjnie dema są związane z platformą sprzętową, na której zostały stworzone i na której mają być odtwarzane. W miarę postępu technologicznego i rozwoju języków programowania powstają dema na nowe urządzenia i systemy operacyjne, wykorzystujące nowe techniki programistyczne, graficzne i muzyczne, lecz nadal tworzone są dema związane z urządzeniami rozumianymi jako „niszowe” lub „retro”, np. VIC-20, Commodore Plus/4, Atari 8-bit, Atari 2600, Amstrad CPC, Macintosh, Game Boy oraz PlayStation.

### Porównania
- Wired News określił dema mianem „cyfrowego graffiti”[4], podkreślając „podziemną” naturę demosceny, jak również wykorzystanie dema do podkreślenia przynależności autorów dema do danej grupy demoscenowej.
- Digitalcraft[5] nazywa dema „cyfrowym origami”[6], nawiązując do tworzenia wizualnie ascetycznych form przekraczających bariery techniczne.